# Compresión de video
La compresión de vídeo se refiere a la reducción del número de datos usado para representar imágenes de vídeo digital, es una combinación de la compresión espacial de imágenes y compensación de movimiento temporal. La compresión de vídeo es un ejemplo claro del concepto de códificación de fuentes en la teoría de la información. Este artículo mostrará sus aplicaciones: un vídeo comprimido puede reducir efectivamente el ancho de banda requerido para transmitir un vídeo a través de emisión terrestre, a través de cables de TV o de servicios vía satélite.

## Calidad de vídeo
La mayoría de las compresiones de vídeo son con pérdida, se realizan con la premisa de que muchos de los datos presentes antes de la compresión no son necesarios para percibir una buena calidad de vídeo. Por ejemplo, los DVD usan una codificación estándar llamada MPEG-2 que puede comprimir de 15 a 30 veces los datos de un vídeo, mientras sigue produciendo una calidad de imagen generalmente considerada de alta calidad para la definición estándar. La compresión de vídeo es una compensación entre el espacio de almacenamiento, la calidad del vídeo y el costo del hardware requerido para descomprimir el vídeo en un tiempo razonable. Sin embargo, si el vídeo es sobre-comprimido con pérdida, se pueden hacer visibles (y en ocasiones hasta distraer) las distorsiones de imagen.
La compresión de vídeo opera típicamente en grupos cuadriculados de píxeles vecinos, a veces llamados macro-bloques. Estos grupos o bloques de píxeles son comparados con el fotograma siguiente y el codec de compresión de vídeo envía solo las diferencias dentro de esos bloques. Esto funciona extremadamente bien si el video no tiene movimiento. Un fotograma de texto, por ejemplo, se puede repetir muy poco con los datos transmitidos.
El proveedor de programación tiene el control de la cantidad de compresión de vídeo aplicado a la programación del mismo antes de ser enviado a su sistema de distribución. DVD, discos Blu-ray y DVD HD tienen una compresión de video aplicada durante el proceso de masterización, aunque los discos Blu-ray y los DVD HD tienen suficiente capacidad de almacienamiento que la mayoría de compresión que se aplica en estos formatos es a la luz, a diferencia de la mayoría de videos streaming en internet, o tomados por un teléfono móvil. El Software que es usado para guardar video en los discos de almacenamiento o en varios formatos discos ópticos podría a veces tener una baja calidad de imagen. Los codificadores de vídeo con alta tasa de bits o sin compresión existen para trabajos de posproducción, pero se crean archivos muy grandes y casi nunca son usados para la distribución en videos terminados. Una vez la pérdida en la compresión del vídeo compromete la calidad de imagen, es imposible recuperar la imagen a su calidad original.

## Teoría
Un vídeo es básicamente un arreglo tridimensional de pixeles de color. Dos dimensiones direcciones (horizontal y vertical) espaciales de las imágenes en movimiento, y una dimensión representa el dominio del tiempo. Una capa de datos es donde se asignan todos los pixeles que corresponden en un solo momento en el tiempo. Básicamente, una capa es lo mismo que una imagen estática.